# Lipoveni, Vijnița
Lipoveni (în ucraineană Липовани, transliterat: Lîpovanî și în germană Lipoweni) este un sat în raionul Vijnița din regiunea Cernăuți (Ucraina), depinzând administrativ de comuna Lucavăț. Are 179 locuitori, preponderent ruși (lipoveni).
Satul este situat la o altitudine de 394 metri, în partea de centru-est a raionului Vijnița.

## Istorie
Localitatea Lipoveni a făcut parte încă de la înființare din regiunea istorică Bucovina a Principatului Moldovei. În ianuarie 1775, ca urmare a atitudinii de neutralitate pe care a avut-o în timpul conflictului militar dintre Turcia și Rusia (1768-1774), Imperiul Habsburgic (Austria de astăzi) a primit o parte din teritoriul Moldovei, teritoriu cunoscut sub denumirea de Bucovina. După anexarea Bucovinei de către Imperiul Habsburgic în anul 1775, localitatea Lipoveni a făcut parte din Ducatul Bucovinei, guvernat de către austrieci, făcând parte din districtul Vijnița (în germană Wiznitz).
Berhomet a aparținut fideicomisului (1888) familiei Wassilko de Serecki. 
După Unirea Bucovinei cu România la 28 noiembrie 1918, satul Lipoveni a făcut parte din componența României, în Plasa Răstoacelor a județului Storojineț. Pe atunci, majoritatea populației era formată din ucraineni, existând și comunități de români și de evrei. 
Ca urmare a Pactului Ribbentrop-Molotov (1939), Bucovina de Nord a fost anexată de către URSS la 28 iunie 1940, reintrând în componența României în perioada 1941-1944. Apoi, Bucovina de Nord a fost reocupată de către URSS în anul 1944 și integrată în componența RSS Ucrainene. 
Începând din anul 1991, satul Lipoveni face parte din raionul Vijnița al regiunii Cernăuți din cadrul Ucrainei independente. Conform recensământului din 1989, numărul locuitorilor care s-au declarat români plus moldoveni era de 33 (28+5), adică 20,62% din populația localității. Pe lângă români, în sat locuiau și 77 ruși-staroveri, care formau principalul grup etnic din localitate . În prezent, satul are 179 locuitori, preponderent ruși staroveri.

## Demografie
Componența lingvistică a localității Lipoveni
     Ucraineană (39,66%)
     Rusă (34,64%)
     Română (25,7%)
Conform recensământului din 2001, nu exista o limbă vorbită de majoritatea populației, aceasta fiind compusă din vorbitori de ucraineană (39,66%), rusă (34,64%) și română (25,7%).
1989: 160 (recensământ)
2007: 179 (estimare)